# Вкра (Цехановський повіт)
Вкра (пол. Wkra) — село в Польщі, у гміні Гліноєцьк Цехановського повіту Мазовецького воєводства.
Населення — 242 особи (2011).
У 1975—1998 роках село належало до Цехановського воєводства.

## Демографія
Демографічна структура станом на 31 березня 2011 року:
|          | Загалом | Допрацездатний вік | Працездатний вік | Постпрацездатний вік |
| -------- | ------- | ------------------ | ---------------- | -------------------- |
| Чоловіки | 112     | 37                 | 64               | 11                   |
| Жінки    | 130     | 30                 | 67               | 33                   |
| Разом    | 242     | 67                 | 131              | 44                   |